# Estudi op. 10, núm. 11 (Chopin)

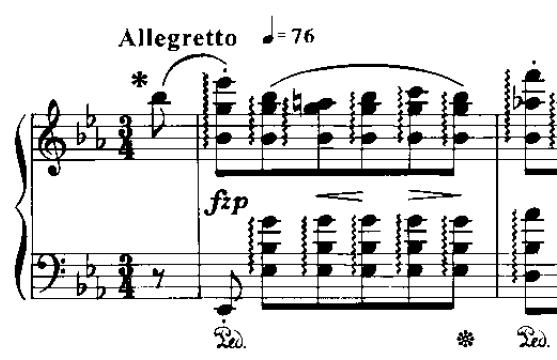
Inici de l'Estudi op.10 núm 11

L'"Estudi op. 10 núm. 11", en mi bemoll major, és un dels dotze Estudis op. 10 per a piano compostos per Frédéric Chopin. Ha rebut el sobrenom de l'estudi "Arpegi" o l'estudi "Guitarra". Aquests estudis (opus 10) aparegueren publicats el 1833 a França, Alemanya, i Anglaterra.
La principal dificultat tècnica és el mantenir l'execució dels acords arpegiats que omplen la peça. És exigent amb l'obertura de les mans, ja que apareixen intervals tan grans com quintes compostes (un interval de dissetena). La melodia, tot i que apareix en general en la nota més alta de cada acord, també sovint forma part de les veus més internes mentre que les veus més agudes formen part de l'acompanyament; això succeeix especialment el compassos finals. La peça és també notable per les seves harmonies cromàtiques, atrevides per a l'època, i els canvis enharmònics.